# ファンディスク
ファンディスク（Fun DiskまたはFan Disc）は、コンピュータゲームやアニメ業界で用いられる和製英語。記述時の略称は「Fun/Fan Disk」の頭文字をとったFD。特定の作品のファン (Fan) へ向けたお楽しみ (Fun) 要素に重点を置くディスク製品、ファンユーザー向けソフトの意味で使われる。似た言葉として「ファンブック」や「ファンアイテム」がある。

## 女性向けゲームにおけるファンディスク
乙女ゲームやBLゲームのファンディスクは、元となる本編の後日談的な役割を担う内容が基本である。
本編では描かれなかったエンディング後のキャラクターとのやりとり（親密度の高いものであることが多い）を主とし、ミニゲームや新規キャラクターの攻略が可能になる場合もある。『遙かなる時空の中で3』や『華ヤカ哉、我ガ一族』など、本編の途中から分岐したストーリーやパラレルにより、同一作品の“IF”を描いたファンディスクが2本以上発売されることも珍しくない。その多くは、元となる作品同様フルプライスである。

## 美少女ゲームにおけるファンディスク
美少女ゲームにおけるファンディスクは他業界より特別な意味を持っており、元作品の補助・外伝として発売されるゲームの総称としても用いられる。
元々は元作品をベースとしたミニゲームやデスクトップ壁紙集などをこう呼称していたが、次第に解釈が拡大され、元作品と同規模の売上が見込めるようなスピンオフタイトルでもファンディスクを称することがある。その場合、元製品に比べて値段が安いことが一般的である。

## アニメーションにおけるファンディスク
ゲームのファンディスクが同媒体のゲームであるのに対し、アニメーション作品のファンディスクでは必ずしもアニメーションが制作されるわけではない。
主な内容はアニメを基にしたイベントの映像や本編のダイジェスト、声優によるオーディオコメンタリーなどである。映像作品ですらなく、派生のドラマCDやキャラクターソングCDをファンディスクと呼称することもある。また、本編を踏まえて新たに制作されたアニメーション作品であっても、そのほとんどはOVAと呼ばれ、ファンディスクという呼称が用いられることはない。